# Bees: lo sciame che uccide
Bees: lo sciame che uccide (The Savage Bees) è un film per la televisione del 1976 diretto da Bruce Geller. È una storia di ambientazione fantascientifica.
Nel 1978 è uscito un sequel dal titolo Il terrore viene dal cielo (Terror Out of the Sky) diretto da Lee H. Katzin.

## Trama
Dopo un incidente navale avvenuto al largo dello stato della Louisiana, la merce trasportata viene danneggiata e uno sciame di api assassine viene liberato. Infestano e uccidono numerosi abitanti di New Orleans, nel frattempo alcuni scienziati studiano il modo di poterli affrontare, elaborando un piano per difendersi che mettono in pratica. Riusciranno a convogliare la micidiale colonia lontano da ogni centro abitato e grazie al gelo indotto le stermineranno.

## Promozione
"Uno sciame di api guidate da una furia distruttrice... Una città paralizzata dal terrore..." è lo slogan usato per pubblicizzare il film sulla locandina inserita nelle pagine dedicate alla programmazione cinematografica dei quotidiani dell'epoca.

## Distribuzione
Il film in Italia venne distribuito nel circuito delle sale cinematografiche (come un normale film per il grande schermo) a partire dal mese di agosto del 1978.

### Data di uscita
Le date di uscita internazionali nel corso degli anni sono state:
- 25 settembre 1976 in USA ( The Savage Bees, trasmesso sulla rete NBC)
- 2 settembre 1977 in Svezia (Svärmen)
- 10 agosto 1978 in Italia[4]
- 28 agosto 1978 in Germania Ovest (Mörderbienen greifen an)

## Accoglienza

### Critica
In un articolo apparso sul quotidiano La Stampa all'epoca dell'uscita del film nelle sale cinematografiche la pellicola viene recensita tutto sommato positivamente: "Si giunge alla fine del film tra l'angoscia dei personaggi, la suspense della regia e la paura degli spettatori. Chi è appassionato al filone horror non mancherà certamente questo titolo."